# Lugano-Übereinkommen
Als Lugano-Übereinkommen (Luganer Übereinkommen über die gerichtliche Zuständigkeit und die Vollstreckung gerichtlicher Entscheidungen in Zivil- und Handelssachen – LugÜ) werden zwei völkerrechtliche Verträge bezeichnet. Das erste LugÜ von 1988 wurde durch ein Ende 2007 unterzeichnetes gleichnamiges Übereinkommen über die gerichtliche Zuständigkeit, die Anerkennung und Vollstreckung von gerichtlichen Entscheidungen zwischen den Mitgliedstaaten der Europäischen Union, der Schweiz, Norwegen und Island ersetzt.
Das Lugano-Übereinkommen gilt im Zivil- und Handelsrecht für die gerichtliche Zuständigkeit, die Anerkennung und Vollstreckung von Entscheidungen. Es zielt auf eine weitgehende Gleichstellung von Urteilen der Gerichte anderer Mitgliedsstaaten mit denen nationaler Gerichte ab und ist dabei der Brüssel I-VO von 2001 (EuGVO oder (1.) EuGVVO) nachempfunden, bleibt aber hinter der  Regelung  der Brüssel Ia-VO/(zweiten) EuGVVO von 2012 zurück.
Ausgenommen sind steuer-, zoll- und verwaltungsrechtliche Angelegenheiten, außerdem die Rechts- und Handlungsfähigkeit von natürlichen Personen, eheliche Güterstände, Testamente und Erbrecht, Konkurse und Zwangsvergleiche, soziale Sicherheit und die Schiedsgerichtsbarkeit.
Das Vereinigte Königreich strebte nach dem Brexit den Beitritt an und hatte diesen am 8. April 2020 beantragt. Die Schweiz, Norwegen und Island unterstützten den Antrag. Die Europäische Union bezog zuerst über ein Jahr keine klare Stellung, die Europäische Kommission erklärte am 5. Mai 2021, dass sie den Beitritt ablehnt.